# Daïra de Chekfa
La daïra de Chekfa est une daïra d'Algérie située dans la wilaya de Jijel et dont le chef-lieu est la ville éponyme de Chekfa.

## Localisation
La daïra de Chekfa est située au nord de la wilaya de Jijel.

## Géographie
|                | Mer Méditerranée |                  |
| Daïra de Taher | Daïra de Chefka  | Daïra d'El Ancer |
|                | Daïra de Taher   |                  |

## Communes de la daïra
La daïra de Chekfa est composée de quatre communes : Bordj Tahar, Chekfa, El Kennar Nouchfi, Sidi Abdelaziz.